# Dagmar Hessenland
Dagmar Hessenland (* 29. Dezember 1941 in Dresden) ist eine deutsche Schauspielerin.

## Leben
Dagmar Hessenland absolvierte nach ihrem Schulabschluss ihre Schauspielausbildung am Max-Reinhardt-Seminar in Wien. Sie stand im Laufe ihrer Tätigkeit als Bühnendarstellerin unter anderem in Wien, München, Bonn, Köln und Frankfurt am Main auf der Bühne.
Im Fernsehen wurde Hessenland vor allem durch ihre Rolle in der WDR-Serie Lindenstraße bekannt, in der sie von Folge 6 (12. Januar 1986) bis Folge 262 (9. Dezember 1990) die Figur der Elisabeth Dressler verkörperte. Daneben wirkte sie auch in anderen Fernsehserien mit. Später war sie in diversen Theaterstücken zu sehen. 2009 war sie in zwei Produktionen (Nie wieder arbeiten und Don Camillo und Peppone) an der Komödie Düsseldorf zu sehen.
Dagmar Hessenland war bis zu seinem Tod im Jahr 2023 mit dem Schauspieler Dieter Schaad verheiratet, der ebenfalls eine Rolle (als Dr. Manfred Pauli, 1989–1995) in der Lindenstraße hatte. Ihre Cousine war die Schauspielerin Ellen Schwiers.

## Filmografie
- 1966: Probe für Cleopatra
- 1968: Die Bürger von Calais
- 1979: Detektivbüro Sorgenfrei (TV-Miniserie)
- 1980: Ordnung
- 1983: Nesthäkchen (Fernsehserie, 2 Folgen)
- 1984: Ein Fall für zwei (Fernsehserie, 2 Folgen)
- 1986–1990: Lindenstraße (Fernsehserie)
- 1993: Auf eigene Gefahr (Fernsehserie, 3 Folgen)
- 1994: Die Wache (Fernsehserie, 1 Folge)
- 1996: Auf Achse (Fernsehserie, 8 Folgen)
- 1996: Ein Bayer auf Rügen (Fernsehserie, 1 Folge)